# Обервьолц Щат
Обервьолц Щат (на немски: Oberwölz Stadt) е град в южната част на централна Австрия. Разположен е около река Вьолцер Бах в окръг Мурау на провинция Щирия. Надморска височина 830 m. Отстои на около 85 km на запад от Грац. Население 962 жители към 1 април 2009 г.